# Енінген
Енінген (нім. Ehningen) — громада в Німеччині, знаходиться в землі Баден-Вюртемберг. Підпорядковується адміністративному округу Штутгарт. Входить до складу району Беблінген.
Площа — 17,80 км2. Населення становить 9222 ос. (станом на 31 грудня 2020).